# Miloud Ataouat
Miloud Ataouat (arabisch ميلود عطوات, DMG Mīlūd ʿAṭawāt; * 1. Januar 1934 in Ouargla, Territoires du Sud in Algérie française; † am 25. Februar 2005 in Marseille) war ein algerischer Rallye-Raid-Fahrer.

## Karriere
Ataouat gewann die Rallye Dakar 1980 in der LKW-Klasse auf einem Sonacome vor MAN, Renault und Leyland. Er war zuvor bereits Angestellter der algerischen Sonacome und fuhr die Rallye auf einem Sonacome M210 6x6 mit einem 210 PS V8-Motor von Deutz. Die beiden anderen baugleichen Fahrzeuge von Sonacome belegten den dritten und vierten Platz. Ataouat und Sonacome nahmen nur einmal an der Rallye Dakar teil.